# Marie-Joseph Chénier
Marie-Joseph Blaise de Chénier (Istanbul, llavors Constantinoble, 28 d'agost de 1764 - París, 10 de gener de 1811), fou un polític, poeta i escriptor francès. Fill de Louis de Chénier, diplomàtic i historiador, i germà del poeta André Chénier.
Malgrat haver nascut a Constantinoble, passà la seva infància a Carcassona. Com el seu germà estudià en el Col·legi de Navarra de París i, el 1781, amb 17 anys es graduà com a cadet dels dragons de Montmorency. Va romandre dos anys en la guarnició de Niort.
El 1785 estrenà la seva primera obra, una comèdia titulada Edgar ou le page supposé, que va caure al pou de l'oblit, igual que Azemire, estrenada l'any següent en el teatre de la cort de Fontainebleau. Els anys següents no publicà més que un poema força mediocre vers l'assemblea de notables, un Dialogue du públic et de l'anonyme, una oda al duc de Brunswick i una oda al seu pare, però treballava en dues tragèdies, Charles IX i Henri VIII, que la censura impedí representar quan ja s'ensumaven els primers símptomes de la revolució.
El juny de 1789 publicà un fulletó sobre la llibertat dels teatres de França, seguit una Dénonciation des inquisiteurs de la pensée i d'una advertència A messieurs les parisiens sur la tragédie de Charles IX. Tots aquests escrits despertaren la natural curiositat en el públic i encara arribaren apassionar-lo fins l'extrem de que ja no es va poder demorar més la representació de Charles IX, la qual se celebrà el 4 de novembre de 1789 amb un èxit superior a totes les esperances que s'haguessin pogut concebre. L'actor Talma es mostrà a l'altura dels seus millors temps, i l'empresa va recaptar en les trenta tres primeres nits la suma enorme per aquell temps de 128.000 francs. Encara si cal, fou més gran fou l'èxit d'Henri VIII, però no així Jean Carlas que fou retirada a la tercera nit per les tendències francament republicanes.
En la política, Marie-Joseph desenvolupà també un paper d'importància, sent un dels membres més significats del club dels jacobins. Formà part, a més, de la Convenció nacional, dels comitès d'Instrucció pública i de Seguretat general, del Consell dels Cinc-cents i del Tribunat. Proposà la creació d'un Institut nacional de música, aconseguí pensions per les famílies d'artistes, literats i patriotes, treballà per l'abolició de la pena de mort, va voler estendre l'amnistia a tots els delictes revolucionaris, inicià la reorganització de les municipalitats de París, Marsella, Bordeus i Lió i va combatre un projecte de llei sobre la mort civil, que va fer abandonar. De cor noble, però d'un caràcter altiu i maneres brusques, no era gaire a propòsit per atreure's les simpaties i, degut a això, se li va poder imputar certa participació en la mort del seu germà, al qual estimava entranyablement com ho demostrà intentant salvar-lo en una època en què la seguretat personal era un mite i en què la més insignificant sospita valia per a condemnar un home. Les insidies que sobre això circulaven i que arribaren a exterioritzar-se en libels, amargaren els seus últims anys i la indignació l'inspirà el superb Discours sur la calomnie, en el que troba accents tant sincers i tant virils que d'acusat es converteix en acusador.
Al final de la seva vida el seu caràcter patí una sensible modificació, endolcint-se fins a un extrem que ningú hagués pogut esperar d'ell, ja que les contrarietats i els desenganys acabaren per vèncer aquell temperament de lluitador. Destituït del càrrec d'inspector de les escoles centrals hagué d'acceptar un modest lloc en els arxius, i poc temps abans de morir encara troba restes de la seva antiga energia per a implorar alhora en termes altius i commovedors la generositat d'Ugullón, que li concedí una pensió de 6.000 francs.
A més de les obres ja citades, se li deuen:
- Chant du départ, música de Méhul, que aconseguí una merescuda i duradora prosperitat.
- Hymnes à la Raison, à l'Etre Supréme, au Neuf thermidor, au Dix Aoüt, el qual conté belleses de primer orde;
- Epitre à Voltaire (1806);
- Tableau històriques de l'etat des progrés de la littérature française depuis 1789 (1816);
- Caius Grachus tragèdies que assoliren un èxit sorollós (1792);
- Fénelon ou les Religieuses de Cambrai (1793);
- Timoléon, amb cors de Méhul;
- Cyrus (1804);
- Tibère, que és la seva obra mestra i que fou prohibida per la censura.

També va escriure una peça de circumstàncies, titulada: Le triomphe de la Republique, amb música de François-Joseph Gossec. Les seves Oeuvres anciennes et posthumes foren reunides per D. Ch. Robert en vuit volums el 1826.